# Chhatrapati Sambhajinagar (stad)
Chhatrapati Sambhajinagar, voorheen bekend als Aurangabad is een stad ongeveer 300 kilometer oostelijk van Mumbai. Het ligt in de staat Maharashtra in India, in het gelijknamige district Aurangabad. Tijdens de volkstelling van 2001 had de stad 872.667 inwoners.
De stad is vernoemd naar keizer Sambaji van het Maratharijk. De stad is voornamelijk bekend door de twee nabijgelegen werelderfgoederen Ellora, op ongeveer 30 km afstand, en Ajanta op 100 km in noordoostelijke richting. Het belang van de stad is dan ook voornamelijk toeristisch.

## Geschiedenis
De eerste naam voor een stadje op het gebied waar Chhatrapati Sambhajinagar nu gelegen is, was Kirki. De werkelijke stad is in 1610 gesticht door Malik Ambar, die de eerste minister was van sjah Murtaza Nizam II van Ahmednagar, toentertijd de heerser over de Dekan (zuidelijk gedeelte van India). De eerste naam was Fatehpura (stad der overwinning), genoemd naar de zoon van Malik. In 1681 wird de stad de residentie van de Mogolkeizer, dat hij als uitvalsbasis gebruikte om de laatste Dekanese sultanaten te verslaan. Hij leefde in hier tot zijn dood in 1707, waarna de stad in zijn herinnering is hernoemd naar Aurangabad.
Bal Thackeray stelde in 1988 voor om de stad te hernoemen naar Sambhajinagar.  Op 29 juni 2022 keurde het door Shiv Sena geleide kabinet van Maharashtra de naamswijziging van Aurangabad naar Sambhaji Nagar goed, hernoemd in herinnering van Sambhaji Bhosale, de tweede Chhatrapati van het Maratharijk.
Op 8 mei 2020 vond er in Aurangabad een treinongeval plaats. 16 arbeiders die op de sporen lagen te slapen kwamen daarbij om het leven. De arbeiders hadden net hun werk verloren vanwege de economische impact van de coronapandemie en waren onderweg naar huis.

## Economie
De economie van Chhatrapati Sambhajinagar groeit snel, evenals de meeste gebieden in India. Belangrijkste industrieën zijn de chemie, de farmaceutische industrie en auto’s en vrachtwagens. Een vliegveld (Chikalthana) verbindt de stad door de lucht met de belangrijke steden in India. Aurangabad ligt op een kruispunt van routes, die het oosten van India met het westen van India (Mumbai) verbinden. Van de originele industrie, katoen en zijde, zijn nog resten te vinden. De toeristische sector is eveneens belangrijk voor de plaatselijke economie.

## Toerisme
De beste tijd voor een bezoek aan de stad en zijn toeristische attracties is oktober tot februari. In de zomer zijn er hevige moessonregens en zijn de temperaturen erg hoog.
- Ajanta, in de vulkanische rotsten uitgehakte boeddhistische tempels met oorspronkelijke beschildering. Dit is een Werelderfgoed.
- Ellora, eveneens een in de vulkanische rotsen uitgehakte boeddhistische, hindoeïstische en jaïnistische tempels, waarvan de beschildering vrijwel totaal verdwenen is.
- Bibi Ka Maqbara, een bijna replica van de Taj Mahal
- Fort Daulatabad
- Panchakki, een eeuwenoud watermolencomplex
- Overblijfselen van de ringmuur rondom de stad inclusief enige overgebleven poorten.